# Kitty Anderson
Kitty Anderson, activista intersexual de Islandia. Copreside la Organización Intersexual Europea (OII Europe), cofundó y preside desde 2014 Intersex Iceland y preside el consejo de administración del Centro Islandés de Derechos Humanos.

## Biografía
Nació con síndrome de insensibilidad a los andrógenos, se lo dijeron a los 13 años pero hasta lo 22 no supo que había nacido con testículos internos.
Ha participado también en Samtökin '78.